# Dolores, Nicaragua
Dolores är en kommun (municipio) i Nicaragua med 7 822 invånare (2012). Den ligger mitt emellan Diriamba och Jinotepe i den sydvästra delen av landet i departementet Carazo. Kommunens största arbetsgivare är en plastfabrik.

## Geografi
Dolores ligger på den Panamerikanska landsvägen 44 km söder om Managua. Dolores gränsar till kommunerna Diriamba i väster och Jinotepe i norr, öster och söder. Med 2,6 km2 är Dolores landets till ytan minsta kommun, med en yta som är mindre än en fjärdedel av landets näst minsta kommun.

## Historia
Kommunen grundades 1904.

## Näringsliv
Kommunens största arbetsgivare är Plasticos de Nicaragua (Plastinic), en kemisk fabrik med 400 anställda som tillverkar plastprodukter.

## Religion
I Dolores kyrka finns en fin gammal bild av det heliga korset som de fått från Spanien. Dolores firar sina festdagar den 1 till 10 maj, med en procession den 3 maj till minne av det heliga korset.